# ニュー・ワールド (映画)
『ニュー・ワールド』（The New World）は、2005年のイギリス・アメリカ合衆国の映画。テレンス・マリック監督作。イギリスからアメリカ北部に開拓に来た男が、インディアンの女性と恋に落ちる物語。

## キャスト
※括弧内は日本語吹替
- ジョン・スミス - コリン・ファレル（竹田雅則）
- ポカホンタス - クオリアンカ・キルヒャー（片岡身江）
- ジョン・ロルフ - クリスチャン・ベール（鉄野正豊）
- ニューポート - クリストファー・プラマー（糸博）
- ポウハタン - オーガスト・シェレンバーグ
- オペチャンカノフ - ウェス・ステューディ
- ウィングフィールド - デヴィッド・シューリス（二又一成）
- セルウェイ - ノア・テイラー
- ジェームズ1世王 - ジョナサン・プライス
- ロビンソン - ベン・チャップリン
- サヴェージ - ジョン・サヴェージ

## 評価
レビュー・アグリゲーターのRotten Tomatoesでは190件のレビューで支持率は63%、平均点は6.80/10となった。Metacriticでは38件のレビューを基に加重平均値が69/100となった。